# Forsete
I nordisk mytologi er Forsete søn af Balder og Nanna Nepsdatter, og har sit embede og bolig i Asgård. Han omtales af Snorre i eddakvadet Grimnismal, der beskriver hans sal, Glitner, med tag af sølv og gyldne stolper, hvor han stifter fred og forlig. Forsete er guders og menneskers retfærdigste forligsdommer.

## Den frisiske gud Fosite
Sandsynligvis var Forsete oprindeligt hverken Balders søn eller forligsdommer. Da Sankt Willibrord i 700-tallet kom til Frisland, hørte han om en hedensk afgud, Fosite, på en ø mellem frisernes og danernes land; et helligsted, hvor Willibrord gik i land og slagtede øens hellige kvæg. Vandet fra helligkilden brugte han til at døbe i. Sandsynligvis er denne frisiske Fosite bragt videre til Norge, måske af frisiske købmænd. Hvad hans frisiske navn viste til, og hvor udbredt dyrkelsen af ham var blandt friserne, ved man ikke; men nogen ringe gud har han ikke været, når han fik en plads i den norrøne gudekreds.
Adam af Bremen hævdede, at Helgoland var Fosites hellige ø, men han nævnes aldrig af Saxo.

## Helligsted
På Onsøy (= Odins ø)  - et af de meget få norske stednavne, der er tilknyttet Odin - udenfor Fredrikstad ligger Forsetes eneste kendte helligsted i Norden: Gården Forsetlund.